# Castelo de Moreira de Rei
O Castelo de Moreira de Rei, na Beira Alta, localiza-se na freguesia e vila de Moreira de Rei, município de Trancoso, distrito da Guarda, em Portugal.
Implantado num afloramento granítico dominante sobre a antiga povoação e a região do vale do rio Côa, não foi abrangido pelas reformas góticas entre o meado do século XIII e o início do XIV. Abandonado pelos séculos, caiu em ruínas, carecendo de maior atenção por parte do poder público na atualidade.
O que subsiste do Castelo de Moreira de Rei está classificado como Monumento Nacional desde 1932.

## História

### Antecedentes
Acredita-se que a primitiva ocupação humana deste sítio remonte a um castro pré-histórico, posteriormente romanizado.
À época da Reconquista cristã da Península Ibérica, a região foi incorporada, na primeira metade do século X, pela expansão asturiana-leonesa. É deste momento a primeira referência a um castelo no local da futura Moreira do Rei, de propriedade de D. Chamôa Rodrigues (ou D. Flâmula Rodrigues), por ela doado em testamento, juntamente com o Castelo de Trancoso, Castelo de Terrenho e o Castelo de Cótimos (hoje não passível de identificação), ao Mosteiro de Guimarães (960). Nada se sabe acerca da feição desta primitiva edificação, que se acredita tenha sido arrasada pelas forças de Almançor no final desse mesmo século. A depreender pelos remanescentes do Castelo de Trancoso (uma vez que também nada sabemos acerca dos de Terrenho e Cótimos) e de outros, coevos, acredita-se que se constituísse por uma estrutura defensiva rudimentar, de pequenas dimensões, incapaz de efetiva resistência.
Devido a sua localização estratégica, a povoação de Moreira de Rei tornou-se um pólo regional importante na passagem da Alta para a Baixa Idade Média. Nessa qualidade, quando, na década de 1050, Fernando Magno procedeu à conquista da região, esta foi uma das povoações que tomou (1055).

### O castelo medieval
Quando da Independência de Portugal, e já sob o reinado de D. Afonso Henriques (1112-1185), a povoação recebeu do soberano Carta de Foral (sem data), quando teve lugar a reconstrução da sua estrutura defensiva. Evidências indicam que no interior de seu recinto, neste período, existiu uma fundição. Os domínios da vila e seu castelo pertenceram a Fernão Mendes de Bragança, cunhado do soberano, tendo revertido para a Coroa após a sua morte.
D. Afonso II (1211-1223) confirmou o foral à vila (1217), que, posteriormente, acolheu D. Sancho II (1223-1248) antes da sua partida para o exílio em Toledo (1247). A vila e seu castelo perderam importância a partir de meados do século XIII, considerando os estudiosos que, a ausência de reformas em suas defesas sob D. Afonso III (1248-1279) e D. Dinis (1279-1325) é um indicativo dessa perda a nível regional. Uma tentativa de recuperação ocorreu durante o reinado de D. Manuel I (1495-1521), com a concessão de Foral Novo (1512) e a ereção do pelourinho. Nesta fase, o senhorio da vila e seu castelo pertenceu à família Fonseca Coutinho e, posteriormente, à da dos marqueses de Castelo Rodrigo.

### Do século XIX aos nossos dias
O castelo alcançou o século XIX abandonado e em ruínas, processo agravado com o reaproveitamento das suas pedras pela população local. Em visita, em meados do século, Alexandre Herculano registrou o seu avançado estado de deterioração (Apontamentos de Viagem, 1853).
No início do século XX, entre as décadas de 1920 e de 1930 o padre Júlio César Gomes empreendeu campanha contra a demolição do castelo para reaproveitamento de seus materiais em construções particulares. À época existiam duas cisternas, uma no sopé do cabeço rochoso com cobertura abobadada e outra a Noroeste.
Os remanescentes do castelo encontram-se classificados como Monumento Nacional por Decreto de 13 de Junho de 1932. Na década de 1940, entre 1942 e 1944, a intervenção do poder público fez-se sentir através da consolidação, restauro e reconstrução de alguns trechos de suas muralhas por parte da Direcção-Geral dos Edifícios e Monumentos Nacionais (DGEMN).
Na atualidade, o monumento carece, de maneira geral, de maior atenção por parte das autoridades.

## Características
No topo de um afloramento granítico, a cerca de 906 metros acima do nível do mar, o castelo apresenta planta irregular, orgânica, em estilo românico. É formado por uma dupla cintura de muralhas:
- externamente o muro encontra-se incompleto, com alguns remanescentes a Leste, a Sul e a Norte, onde se rasgava uma porta.
- internamente, apresentam planta ovalada irregular, desprovidos de ameias/merlões, interrompido a Leste. Neste recinto, a Noroeste, restou-nos a base da torre de menagem, de planta retangular, cuja porta deveria se abrir em plano elevado, acedida por uma escada de madeira, a julgar pelos remanescentes do seu encaixe; a Nordeste, identifica-se a base de outra torre, também de planta retangular. No centro da praça de armas, de pequenas dimensões, abre-se, na rocha, um depósito quadrado.

Do mesmo modo que o castelo não conheceu reformas góticas, a vila também não chegou a contar com uma cerca defensiva, diferentemente de outras na região e na raia.
No flanco noroeste do castelo, uma espécie de assento escavado na rocha viva é conhecido localmente como Cadeira de D. Sancho.